# Aethionema transhyrcanum
Aethionema transhyrcanum là một loài thực vật có hoa trong họ Cải. Loài này được (Czerniak.) N.Busch mô tả khoa học đầu tiên năm 1939.